# Lukkarisaari (ö i Birkaland)
Lukkarisaari är en ö i Finland. Den ligger i sjön Enojärvi och i kommunen Orivesi i den ekonomiska regionen Tammerfors och landskapet Birkaland, i den södra delen av landet, 180 km norr om huvudstaden Helsingfors. Öns area är 0,1 hektar och dess största längd är 40 meter i sydöst-nordvästlig riktning.